# Кыуыш
Кыуыш (ҡыуыш) — временное жилище башкир во время  кочёвок. Распространен  у  народов Поволжья,  Восточной Европы (двускатные), Западной Сибири и Урала (конические).
Кыуыш имели коническую или двускатную форму.  Строились из подручных деревьев - берёзы, осины, сосны.
Каркас двускатного Кыуыша состоял из 2—3 пар перекрещивающихся связанных жердей, длинной поперечной слеги  и горизонтальных или вертикальных веток; конического Кыуыша — из 3 или 4 толстых (высотой около 4 м., верхние концы загибали к центру и связывали) и 10—15 тонких жердей. Вместо крыши Кыуыш накрывали сверху крыли корой, берестой, дранкой, травой, войлоком.
Для большей устойчивости кыуыш снизу придавливали гнётами и дёрном,  обвязывали верёвками или лозой, скрепляли ободьями.
Вход в  жилище закрывали войлочным пологом, досками или берестяной рамой.  Пол чаще был земляной, покрытый травой, кошмами, паласами, иногда дощатый.
Двускатные Кыуыш распространены в северных и западных  районах Башкортостана, конические — в Зауралье, центре и на юге Башкортостана.
Позже Кыуыш строили и использовали во время сенокоса, жатвы, для содержания телят, ягнят, хранения продуктов,  для отдыха людей в жаркое время года.